# Futbol'ny Klub Krumkačy
Il Futbol'ny Klub Krumkačy, meglio noto come Krumkačy Minsk, è una società calcistica bielorussa con sede nella città di Minsk. Milita nella Druhaja liha, la seconda divisione del campionato bielorusso.

## Palmarès

### Altri piazzamenti
- Peršaja Liha:

Terzo posto: 2015, 2020, 2021
- Druhaja liha:

Promozione: 2018

## Organico

### Rosa 2016
| N. |                         | Ruolo | Calciatore          |
| -- | ----------------------- | ----- | ------------------- |
|    | Ucraina (bandiera)      | P     | Andrìj Fedorenko    |
|    | Bielorussia (bandiera)  | P     | Evgenij Kostûkevič  |
|    | Russia (bandiera)       | D     | Dmitrij Âšin        |
|    | Bielorussia (bandiera)  | D     | Roman Gaev          |
|    | Sierra Leone (bandiera) | D     | David Simbo         |
|    | Bielorussia (bandiera)  | D     | Alâksandr Skšyneckì |
|    | Bielorussia (bandiera)  | D     | Maksim Taleyko      |
|    | Bielorussia (bandiera)  | D     | Alâksej Vasileŭski  |
|    | Ucraina (bandiera)      | C     | Oleksandr Batiŝev   |
|    | Bielorussia (bandiera)  | C     | Filipp Ivanov       |
|    | Ucraina (bandiera)      | C     | Mihajlo Kalugìn     |

| N. |                         | Ruolo | Calciatore            |
| -- | ----------------------- | ----- | --------------------- |
|    | Bielorussia (bandiera)  | C     | Sârgej Korsak         |
|    | Bielorussia (bandiera)  | C     | Maksìm Sanec          |
|    | Bielorussia (bandiera)  | C     | Sârgej Ščègrykovìč    |
|    | Bielorussia (bandiera)  | C     | Yevgeniy Shikavka     |
|    | Bielorussia (bandiera)  | C     | Anton Shunto          |
|    | Kirghizistan (bandiera) | A     | Bakhtiyar Duyshobekov |
|    | Bielorussia (bandiera)  | A     | Vjačaslaŭ Hleb        |
|    | Bielorussia (bandiera)  | A     | Vladimir Karp         |
|    | Bielorussia (bandiera)  | A     | Sârgej Košal’         |
|    | Bielorussia (bandiera)  | A     | Aleksey Rudenok       |
|    | Bielorussia (bandiera)  | A     | Âgor Sâmënaŭ          |